# Marco Fabbri
Marco Fabbri (Milano, 2 febbraio 1988) è un pattinatore artistico su ghiaccio e danzatore su ghiaccio italiano.

## Biografia
È fratello di Andrea Fabbri, anche lui danzatore su ghiaccio.
Ha cominciato la sua carriera nel pattinaggio di figura disputando i concorsi di artistico individuale, dove ha vinto la medaglia di bronzo ai campionati italiani di figura di Milano 2004 e Merano 2005, e quella d'argento a Trento 2007, chiudendo alle spalle di Karel Zelenka.
Nella stagione 2008-2009 si approccia alla danza su ghiaccio, danzando al fianco della comasca Paola Amati, con cui ha ottenuto il terzo posto ai campionati italiani junior ed il ventesimo ai campionati mondiali junior.
Dal 2010 ha iniziato a danzare con la compagna Charlène Guignard, dopo essersi conosciuti nel 2009 grazie ad Ice Partner Search, sito  che mette insieme pattinatori di nazioni diverse e con cui intrattiene anche una relazione sentimentale, sotto la guida degli allenatori Barbara Fusar Poli e Igor Shpilband. I due hanno ottenuto il secondo posto in 6 edizioni consecutive ai Campionati italiani di pattinaggio di figura, chiudendo alle spalle della coppia Federica Testa e Christopher Mior a Milano 2011, e dietro a Anna Cappellini e Luca Lanotte a Courmayeur 2012, Milano 2013 e Merano 2014.
Nel mese di marzo ha rappresentato l'Italia ai Giochi olimpici di Sochi 2014, gareggando nel concorso della danza su ghiaccio, dove ha ottenuto il quattordicesimo posto, e nella gara a squadre conclusasi con il quarto posto per la nazionale italiana.
Nel 2017 viene reclutato nelle Gruppo Sportivo Fiamme Azzurre.
Ai mondiali di Saitama 2023 ha vinto la medaglia d'argento con Charlène Guignard, terminando alle spalle degli statunitensi Madison Chock ed Evan Bates. In ragione della loro età Charlene Guignard, 33 anni e 224 giorni, e Marco Fabbri, 35 anni e 53 giorni, sono divenuti i pattinatori più vecchi di sempre vincere una medaglia iridata nella danza.

## Palmarès

### Danza su Ghiaccio

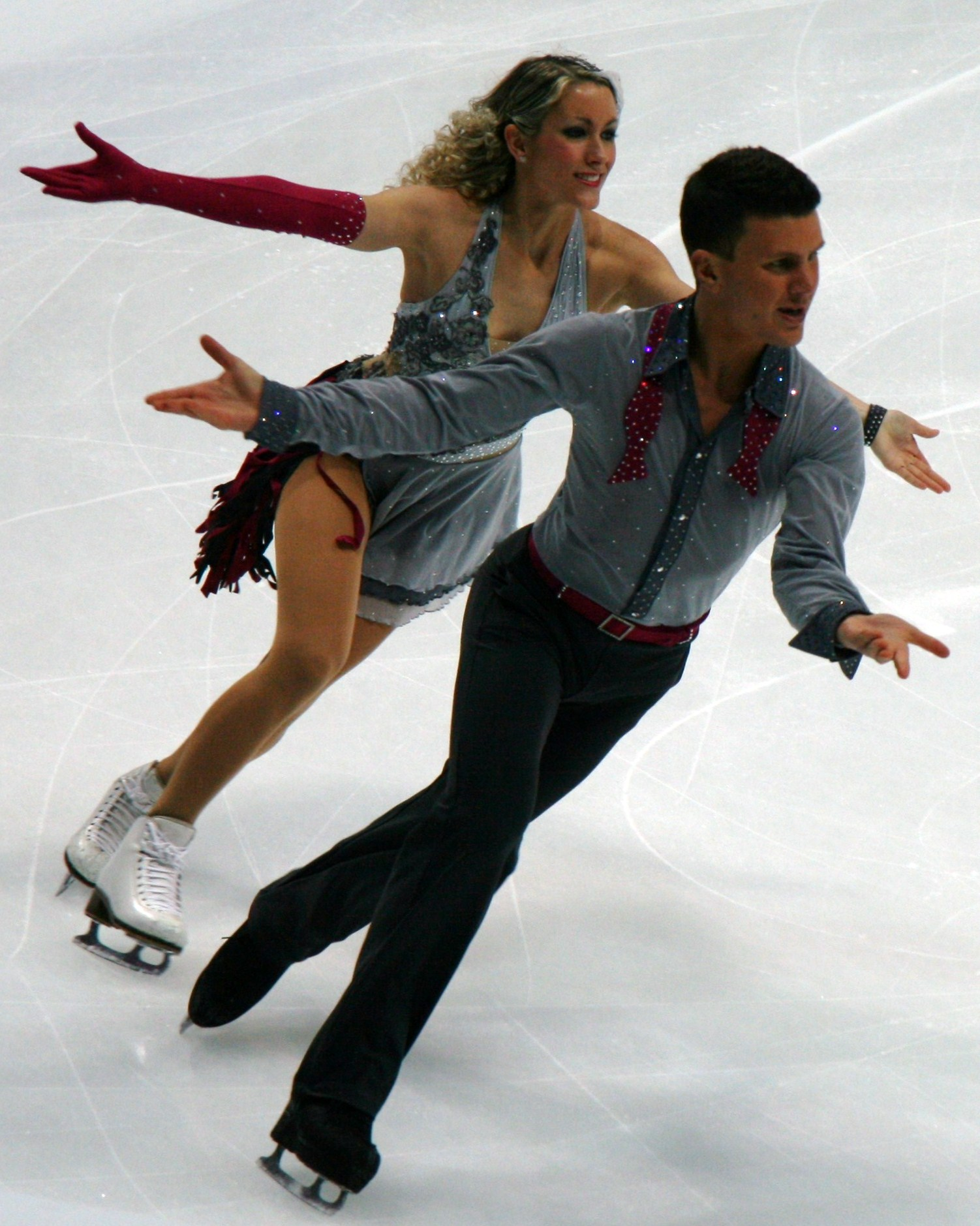
Marco Fabbri e Charlène Guignard ai Mondiali di Mosca 2011

(Con Guignard)
| Risultati                                                                                 | Risultati      | Risultati      | Risultati      | Risultati      | Risultati      | Risultati      | Risultati      | Risultati      | Risultati      | Risultati      | Risultati      | Risultati      | Risultati      | Risultati      | Risultati      |
| Internazionali                                                                            | Internazionali | Internazionali | Internazionali | Internazionali | Internazionali | Internazionali | Internazionali | Internazionali | Internazionali | Internazionali | Internazionali | Internazionali | Internazionali | Internazionali | Internazionali |
| Evento                                                                                    | 2010-11        | 2011–12        | 2012–13        | 2013-14        | 2014–15        | 2015-16        | 2016-17        | 2017-18        | 2018-19        | 2019-20        | 2020-21        | 2021-22        | 2022-23        | 2023-24        | 2024-25        |
| ----------------------------------------------------------------------------------------- | -------------- | -------------- | -------------- | -------------- | -------------- | -------------- | -------------- | -------------- | -------------- | -------------- | -------------- | -------------- | -------------- | -------------- | -------------- |
| Giochi olimpici invernali                                                                 |                |                |                | 14º            |                |                |                | 10º            |                |                |                | 5º             |                |                |                |
| Campionati mondiali                                                                       | 19º            |                | 17º            | 14º            | 12º            | 10º            | 11º            | 9º             | 8º             | C              | 6º             | 4º             | 2º             | 3º             | 4º             |
| Campionati europei                                                                        |                | 11º            | 9º             | 8º             | 6º             | 7º             | 6º             | 5º             | 3º             | 4º             | C              | 3º             | 1º             | 1º             | 1º             |
| GP Finale                                                                                 |                |                |                |                |                |                |                |                | 3º             |                |                | C              | 3º             | 2º             | 2º             |
| GP Cup of China                                                                           |                |                | 5º             |                |                |                |                |                |                |                |                |                |                |                | 1º             |
| GP della Finlandia                                                                        |                |                |                |                |                |                |                |                | 2º             |                |                |                |                |                |                |
| GP Rostelecom Cup                                                                         |                |                |                |                |                | 4º             | 4º             | 5º             |                |                |                | 2º             |                |                |                |
| GP NHK Trophy                                                                             |                |                |                |                |                |                |                |                |                | 3º             |                |                |                | 2º             |                |
| GP Skate America                                                                          |                |                |                |                | 6º             |                | 4º             |                | 2º             |                |                |                |                |                |                |
| GP Skate Canada                                                                           |                |                |                | 7º             |                | 4º             |                |                |                |                |                | 2º             |                |                |                |
| GP Trophée Eric Bompard                                                                   |                |                |                |                | 5º             |                |                | 5º             |                | 3º             | C              |                | 1º             | 1º             | 2º             |
| GP John Wilson Trophy                                                                     |                |                |                |                |                |                |                |                |                |                |                |                | 1º             |                |                |
| CS Golden Spin                                                                            | 3º             | 3º             |                |                | 2º             | 1º             | 1º             | 2º             |                | 1º             |                | R              |                |                |                |
| CS Cup of Austria                                                                         |                |                |                |                |                |                |                |                |                |                |                | 1º             |                |                |                |
| CS Alpen Trophy                                                                           |                |                |                |                |                |                |                |                | 1º             |                |                |                |                |                |                |
| CS Budapest Trophy                                                                        |                |                |                |                |                |                |                |                |                |                |                |                | R              |                |                |
| CS Lombardia Trophy                                                                       |                |                |                |                |                |                | 1º             | 1º             | 1º             | 1º             |                | 1º             | 1º             | 1º             | 1º             |
| CS Ondrej Nepela Trophy                                                                   |                |                |                |                | 2º             |                |                |                |                |                |                |                |                |                |                |
| CS Warsaw Cup                                                                             |                |                |                |                |                | 1º             |                |                |                |                |                |                |                |                |                |
| Universiadi                                                                               |                |                |                |                | 1º             |                |                |                |                |                |                |                |                |                |                |
| Bavarian Open                                                                             |                | 1º             |                |                |                |                |                |                |                |                |                |                |                |                |                |
| Finlandia Trophy                                                                          |                | 4º             |                |                |                |                |                |                |                |                |                |                |                |                |                |
| International Trophy of Lyon                                                              |                |                | 1º             |                |                |                |                |                |                |                |                |                |                |                |                |
| Lombardia Trophy                                                                          |                |                |                |                |                | 2º             |                |                |                |                |                |                |                |                |                |
| Mont Blanc Trophy                                                                         | 3º             |                |                |                |                |                |                |                |                |                |                |                |                |                |                |
| New Year's Cup                                                                            |                |                | 1º             |                |                |                |                |                |                |                |                |                |                |                |                |
| NRW Trophy                                                                                | 4º             | 2º             |                | 1º             |                |                |                |                |                |                |                |                |                |                |                |
| Pavel Roman Memorial                                                                      |                |                | 3º             |                |                |                |                |                |                |                |                |                |                |                |                |
| Shangai Trophy                                                                            |                |                |                |                |                |                |                | 3º             |                |                |                |                |                | 1º             | 1º             |
| Nazionali                                                                                 |                |                |                |                |                |                |                |                |                |                |                |                |                |                |                |
| Campionati italiani                                                                       | 2º             | 2º             | 2º             | 2º             | 2º             | 2º             | 2º             | 2º             | 1º             | 1º             | 1º             | 1º             | 1º             | 1º             | 1º             |
| Competizioni a squadre                                                                    |                |                |                |                |                |                |                |                |                |                |                |                |                |                |                |
| Giochi olimpici invernali                                                                 |                |                |                | 4º S 4º P      |                |                |                |                |                |                |                | 7º S 3º P      |                |                |                |
| World Team Trophy                                                                         |                |                |                |                |                |                |                |                | 6º S 5º P      |                | 4º S 2º P      |                | 4º S 2º P      |                | 3º S 3º P      |
| R = Ritirati; C = Evento cancellato; S = Risultato della squadra; P = Risultato personale |                |                |                |                |                |                |                |                |                |                |                |                |                |                |                |

### Individuale maschile
| Internazionali             | Internazionali | Internazionali | Internazionali | Internazionali | Internazionali | Internazionali |
| Evento                     | 2001–02        | 2002–03        | 2003–04        | 2004–05        | 2005–06        | 2006–07        |
| -------------------------- | -------------- | -------------- | -------------- | -------------- | -------------- | -------------- |
| Campionati mondiali junior |                |                | 24°            |                | 27°            | 18°            |
| JGP Canada                 |                |                |                |                | 13°            |                |
| JGP Germania               |                |                |                | 13°            |                |                |
| JGP Paesi Bassi            |                |                |                |                |                | 11°            |
| JGP Norvegia               |                |                |                |                |                | 8°             |
| JGP Polonia                |                |                |                |                | 10°            |                |
| JGP Serbia                 |                |                |                | 12°            |                |                |
| Dragon Trophy              |                |                |                | 2° J           |                |                |
| Merano Cup                 |                |                |                | 1° J           |                |                |
| Nazionali                  |                |                |                |                |                |                |
| Campionati italiani        | 1st J          | 1st J          | 3rd            | 3rd            |                | 2nd            |
| J = Junior                 |                |                |                |                |                |                |